# Desmanini
I Desmanini sono una tribù di mammiferi della famiglia Talpidae.
Questa tribù comprende due specie di insettivori acquatici o semi-acquatici che vivono in Europa.
Entrambe le specie sono considerate vulnerabili.
Hanno zampe palmate e quelle anteriori non sono adatte per scavare.

## Tassonomia
La famiglia comprende i seguenti generi e specie:
- Genere Desmana
  - D. moschata, desman russo
- Genere Galemys
  - G. pyrenaicus desman pirenaico

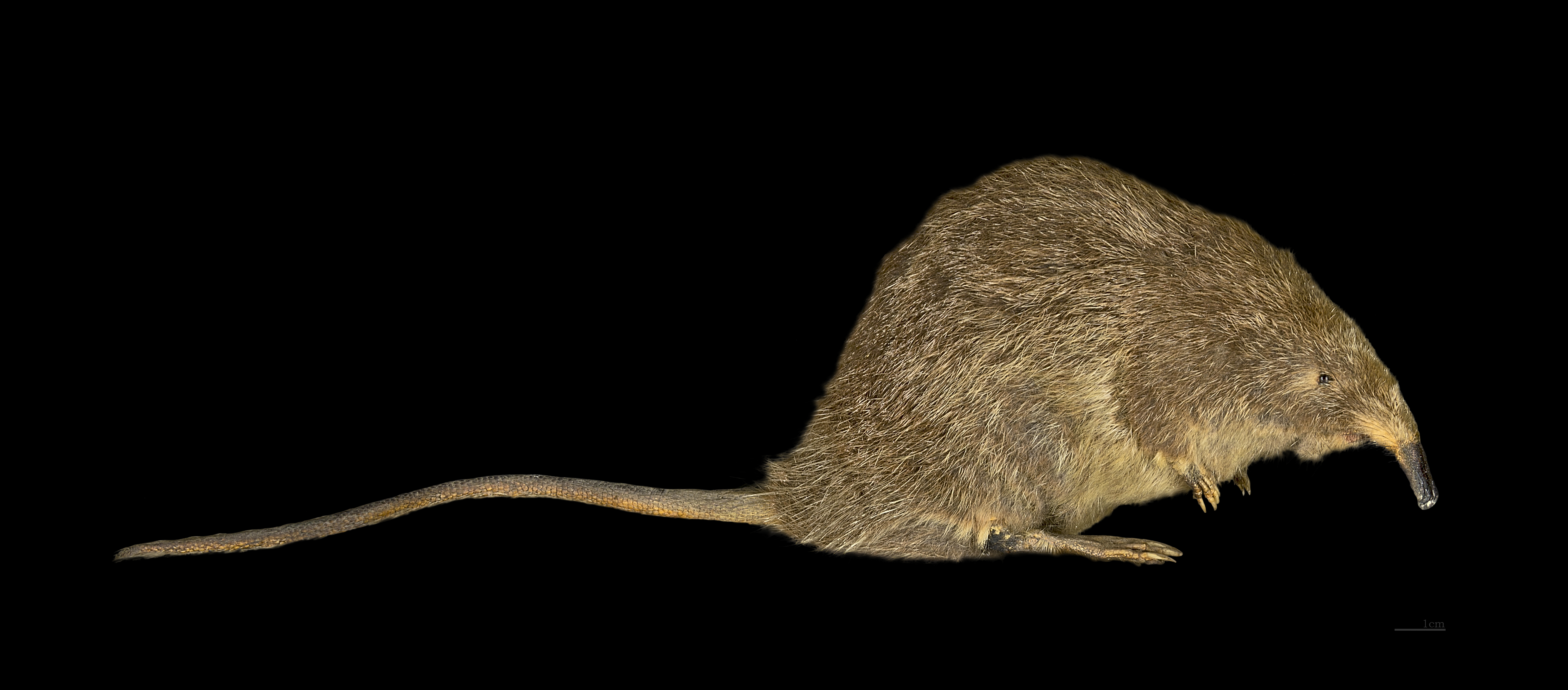
Galemys pyrenaicus
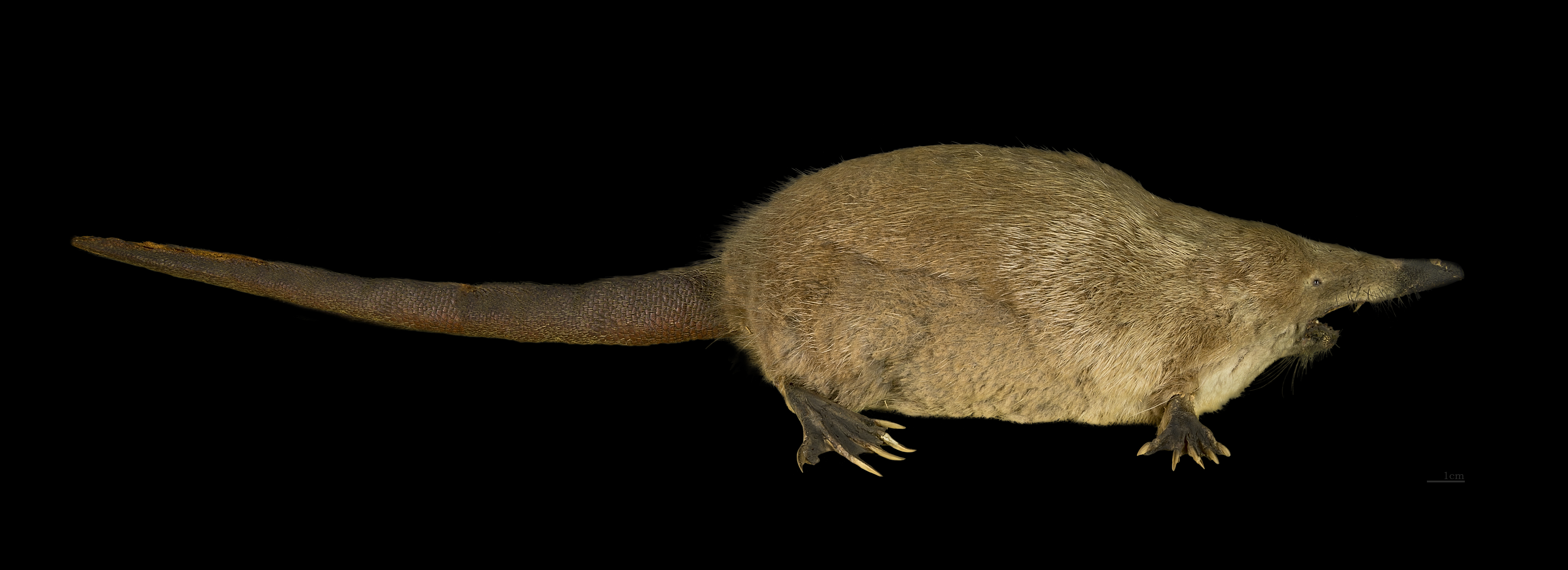
Desmana moschata

La famiglia comprendeva i seguenti generi estinti:
- Archaeodesmana†
- Gaillardia†
- Mygalea†
- Mygalinia†
- Ruemkelia†
- Storchia†